# Perils of the Wild
Perils of the Wild é um seriado estadunidense de 1925, no gênero aventura, dirigido por Francis Ford, em 15 capítulos, estrelado por Joe Bonomo e Margaret Quimby. O seriado foi produzido e distribuído pela Universal Pictures, e veiculou originalmente nos cinemas dos Estados Unidos a partir de 27 de agosto de 1925, quando foi exibido o primeiro capítulo, “The Hurricane”. Foi baseado no livro The Swiss Family Robinson, de Johann David Wyss.
Este seriado é considerado perdido.

## Elenco
- Joe Bonomo … Frederick Robinson. Bonomo foi seu próprio dublê, o que lhe causou uma fratura na perna e uma lesão sacroilíaca durante as filmagens.[3]
- Margaret Quimby … Emily Montrose
- Jack Mower … Sir Charles Leicester
- Alfred Allen … Capitão William Robinson
- Eva Gordon … Mitilla Robinson
- Jack Murphy … Jack Robinson
- Howard Enstedt … Ernest Robinson
- Francis Irwin … Francis Robinson
- William Dyer … Black John
- Albert Prisco … Tonie
- Fanny Warren … Bonita (creditada Fannie Warren)
- John Wallace … Pirata
- James Welsh … Pirata
- Philip Ford … Pirata (creditado Phil Ford)
- Sammy Gervon … Pirata
- Boris Karloff. Karloff faz uma pequena participação.[5]

## Capítulos
1. The Hurricane
2. The Lion's Fangs
3. The Flaming Jungle
4. The Treasure Cave
5. Saved by the Sun
6. The Jungle Trail
7. Pirate Peril
8. Winds of Fate
9. Rock of Revenge
10. The Rescue
11. The Stolen Wedding
12. Marooned
13. Prisoners of the Sea
14. The Leopard's Lair
15. In the Nick of Time

## O Seriado no Brasil
A estreia no Brasil foi no Cine Teatro Colombo, em São Paulo, a 29 de outubro de 1927, sob o título “Perigos das Florestas”, ou “Perigos da Floresta”.